# موسوعة تاريخ العراق بين احتلالين
موسوعة تاريخ العراق بين احتلالين هي عمل تاريخي موسوعي ضخم قام بتأليفه المؤرخ العراقي عباس العزاوي، وتم إصداره لأول مرة عام 1935 في بغداد، ويقصد المؤلف بالاحتلالين: الإحتلال المغولي و (الإحتلال) العثماني.

## أقسام الموسوعة
تتألف الموسوعة من ثمان مجلدات:
- المجلد الأول - حكومة المغول 1258م - 1338م
- المجلد الثاني - حكومة الجلائرية 1337م - 1411م
- المجلد الثالث - الحكومات التركمانية 1411م - 1523م
- المجلد الرابع - العهد العثماني الأول 1534م - 1639م
- المجلد الخامس - العهد العثماني الثاني 1638م - 1750م
- المجلد السادس - حكومة المماليك 1740م - 1831م
- المجلد السابع - العهد العثماني الثالث 1831م 1872م
- المجلد الثامن - العهد العثماني الاخير 1872م - 1917م

## طبعات
- طبعة الدار العربية للموسوعات عام 2004.[1]